# 金久卓也
金久 卓也（かねひさ たくや、1914年6月7日 - 2008年6月26日）は、日本の医学者、内科学者。医学博士。内科疾患の精神身体医学的側面について研究した、日本における心身医学の草分け。鹿児島大学名誉教授。

## 人物
鹿児島県瀬戸内町生まれ。鹿児島県立第二鹿児島中学校 (旧制)四年修了を経て、第七高等学校造士館 (旧制)理科を1934年に卒業。1938年、九州帝国大学医学部を卒業。学部では操坦道のもとでデング熱やワイル病について研究した。金子廉次郎教授の第一内科に入局し九大講師。1945年11月、「黄疸出血性レプトスピラ病における出血の成因に関する実験的研究」で九州大学より医学博士取得。また戦後は稲田竜吉東京大学教授が主催するインフルエンザ研究会にも参加した。1958年に九大助教授に就任。
1959年3月に鹿児島大学医学部へ移り第一内科教室第三代教授に着任。第一内科に心身症、循環器、血液・免疫、内分泌・代謝の4つの部門を創設し、心身医学研究班を発足させ、旧霧島分院を霧島リハビリテーションセンターに発展させるなどの功績を残す。1972年 - 1974年には附属病院長も兼任。1980年4月に鹿児島大学を定年退官。鹿児島赤十字病院顧問も務めた。1979年、第30回南日本文化賞受賞。1987年、勲三等旭日中綬章。

## 親族
- 長兄 金久正（英語版）[10] - 民俗学者（奄美研究）
- 次兄 金久好[10] - 実業家（日興證券役員、日興證券投資信託委託副社長、日興ビルディング社長）
- 末弟 金久正弘[10] - 工学者（電子工学）、神戸大学名誉教授
- 息子 金久實[11] - 生命科学者（バイオインフォマティクス）、京都大学名誉教授